# بن اسلر
بن اسلر (انگلیسی: Ben Esler؛ زادهٔ ) یک هنرپیشه اهل استرالیا است. وی از سال ۲۰۰۴ میلادی تاکنون مشغول فعالیت بوده‌است.

از فیلم‌ها یا برنامه‌های تلویزیونی که وی در آن نقش داشته است می‌توان به اقیانوس آرام اشاره کرد.

## فیلم‌شناسی
| سال       | فیلم/سریال     | نقش                   | توضیحات |
| --------- | -------------- | --------------------- | ------- |
| ۲۰۱۱-۲۰۱۳ | Hell on Wheels | Sean McGinnes         |         |
| ۲۰۱۰      | The Pacific    | Charles "Chuck" Tatum |         |
| ۲۰۰۷      | Curtin         | John Curtin Jnr       |         |
| ۲۰۰۵      | Blue Heelers   | Guest                 |         |
| ۲۰۰۴      | Blue Heelers   | Guest                 |         |